# Мюррей, Глен (политик)
Глен Мюррей (англ. Glen Murray, род. 26 октября 1957 года, Монреаль) — канадский политический деятель, мэр города Виннипег, столицы провинции Манитоба в период с 1998 по 2004 год. Он был первым открытым геем среди мэров в крупных североамериканских городах.

## Биография
Родился 26 октября 1957 года в Монреале. Окончил Колледж имени Джона Эббота, а затем — Университет Конкордия. До прихода в политику работал волонтёром в сфере профилактики и лечения ВИЧ-инфицированных и больных СПИДом.

### Политическая карьера
С 1989 года трижды избирался в местный законодательный орган — Городской совет Виннипега.
28 октября 1998 года Глен Мюррей победил на выборах в мэры Виннипега, за него проголосовало 50,5 % избирателей. В 2002 году был переизбран на второй срок. Виннипег был самым большим в мире городом, возглавляемым открытым геем, до тех пор, пока в 2001 году мэром Парижа не стал Бертран Деланоэ.
Мюррей добился известности благодаря проведению в 1999 году в Виннипеге Панамериканских игр. Он принял на себя управления городом с высоким уровнем долга и большими налогами. За шесть лет на посту мэра Мюррей сократил совокупный долг города в два раза, а планомерное снижение местных налогов в сочетании с финансовой поддержкой бизнеса привело к увеличению деловой активности, притоку инвестиций и увеличению городского бюджета. Он провёл в городе масштабное строительство, в частности, были построены библиотека «Миллениум», деловой центр MTS, вантовый мост «Эспланада Риэль», набережный жилой район, начато строительство нового национального музея, были выделены скоростные автобусные линии, создана система финансирования благоустройства города.
7 мая 2004 года Глен Мюррей заявил о своём намерении баллотироваться в Палату общин (нижнюю палату Парламента Канады). Он выиграл выборы в кандидаты от Либеральной партии и покинул пост мэра города в связи с участием в парламентских выборах, но проиграл их. После этого Мюррей переехал в Торонто, где занял пост президента Канадского Урбанистического Института и создал процветающую консалтинговую фирму. Он также преподаёт в Колледже Месси при Торонтском университете.
В марте 2005 года Мюррей по решению премьер-министра Пола Мартина был назначен председателем Национального круглого стола по вопросам окружающей среды и экономики.

### Личная жизнь
О гомосексуальности Глена Мюррея было известно ещё задолго до его участия в выборах мэра. Он никогда не скрывал свою ориентацию, появлялся на публике со своим партнером, вместе с которым в начале 90-х усыновил ребёнка. В 1992 году они вместе со своим сыном снялись в документальном фильме «A Kind of Family», посвящённом проблематике однополых семей. Будучи мэром, Мюррей последовательно проводил политику толерантности с ЛГБТ, а также активно занимался борьбой с распространением ВИЧ-инфекции и лечением СПИД-больных.